# 3D World Boxing
3D World Boxing è un videogioco di pugilato pubblicato nel 1992 per Amiga, Commodore 64 e MS-DOS dalla Simulmondo. Nelle schermate della versione Commodore 64 è intitolato Boxing Champion.
Fa parte di un gruppo di simulazioni sportive insieme a 3D World Soccer e 3D World Tennis dello stesso anno.

## Modalità di gioco
Si può affrontare il campionato di categoria, un incontro singolo o un incontro a due giocatori. Gli avversari controllati dal computer sono selezionabili tra diversi pugili con diverse caratteristiche e diverso valore in denaro se il giocatore li sconfigge.
Nel campionato, tra un incontro e l'altro si possono modificare le caratteristiche anche al proprio pugile, distribuendo a piacere l'allenamento tra le varie abilità, rappresentate da barre allungabili. Esse sono aggressività, iniziativa, energia (non presente su Commodore 64), resistenza, potenza, istinto omicida, difesa e attacco.
Il ring viene mostrato da un lato, con prospettiva, e nella versione Amiga c'è anche un limitato scorrimento orizzontale. I pugili possono muoversi in tutte le direzioni e durante l'azione ruotano automaticamente su sé stessi, fronteggiandosi sempre da tutte le angolazioni. L'arbitro non è visibile durante l'incontro.
C'è un insieme piuttosto ridotto di azioni possibili, tra cui l'abbraccio, e non è possibile colpire mentre ci si muove.
Ogni pugile ha una barra di energia al termine della quale si ha l'atterramento, altrimenti la vittoria è ai punti.

## Accoglienza
3D World Boxing fu molto apprezzato da The Games Machine 46 (Amiga/PC) e Zzap! 71 (C64), considerato sulla sufficienza per K 43 (PC) e decisamente stroncato da Amiga Format 63 (riedizione Amiga, 1994). I maggiori apprezzamenti furono per la grafica, le maggiori critiche per la giocabilità della parte d'azione.